# Accumulatio
Een accumulatie (ook accumulatie en congeries) is een stijlfiguur waarbij elementen die iets gemeenschappelijks hebben worden opgesomd. Deze figuur wordt gebruikt om te benadrukken dat iets uit grote hoeveelheden bestaat. Het ritme van de zin kan een tweede reden zijn om accumulatie te gebruiken.
- Potjes, pilletjes, zalfjes, drankjes, zuigtabletten, dozen met zakdoeken, een warme kruik, een thermometer, alles werd klaargelegd om de zieke te verzorgen.

Met accumulatio wordt ook de opsomming van woorden die min of meer hetzelfde betekenen bedoeld, die voor de stijl soms ook nog alliteren. In deze vorm heet het ook wel een versteende tautologie. Meestal is dit dan ook een vaste uitdrukking geworden, ofwel een fossiel in de taal:
- wis en waarachtig
- vast en zeker / zeker en vast
- ach en wee
- kommer en kwel